# Colibrí inca de collar

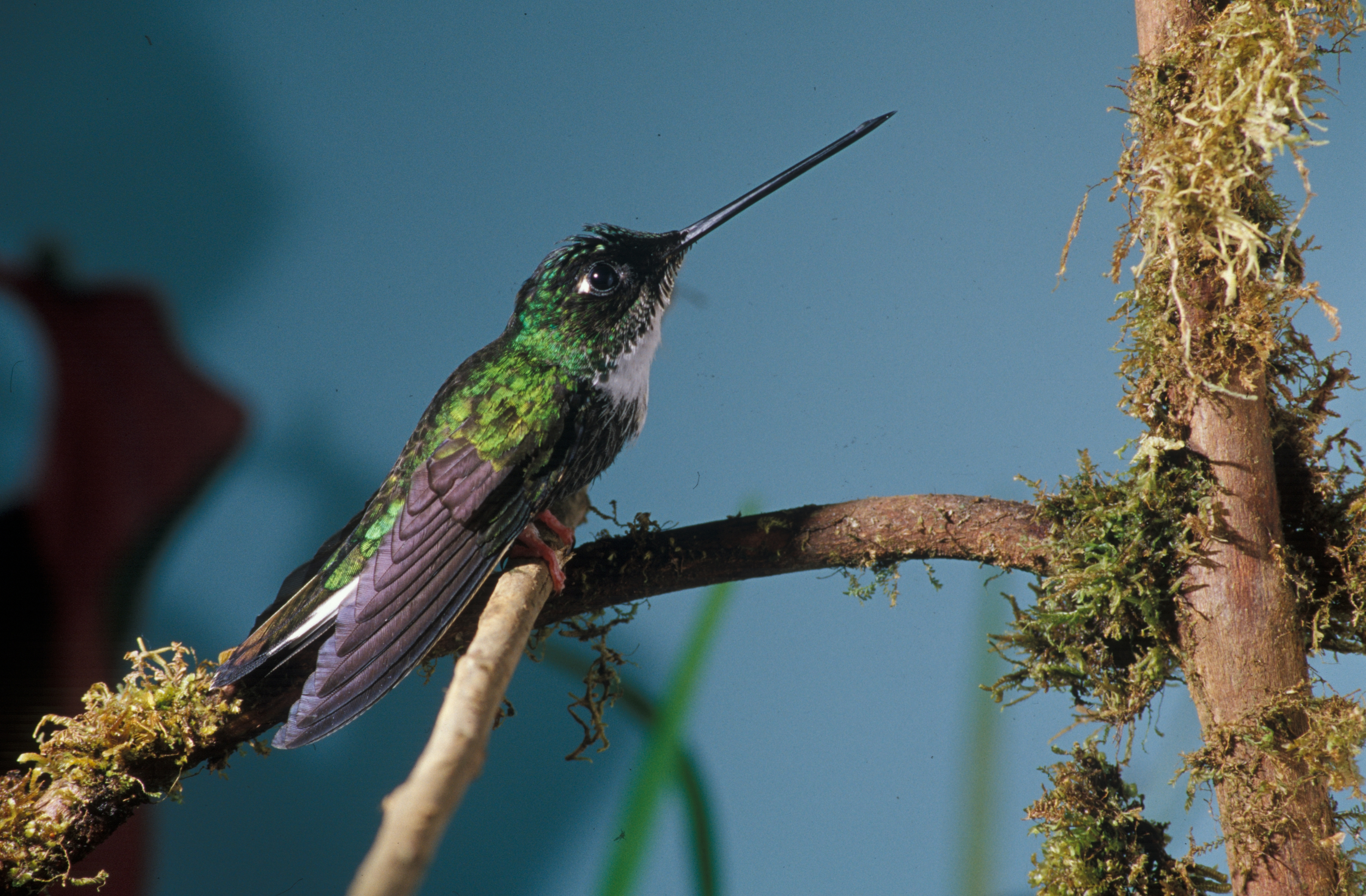
Femella

El colibrí inca de collar (Coeligena torquata) és una espècie de colibrí natural d'Amèrica del Sud, en concret, de Bolívia, Colòmbia, l'Equador, el Perú i Veneçuela. Sol mesurar uns 15 cm de longitud, tres dels quals corresponen al bec.